# Rudolph, the Red-Nosed Reindeer
| Оценки критиков | Оценки критиков |
| Источник        | Оценка          |
| --------------- | --------------- |
| AllMusic        | Без оценки      |

«Rudolph, the Red-Nosed Reindeer» («Рудольф, красноносый северный олень») — американская рождественская песня. Была написана в 1949 году Джонни Марксом на стихи своего шурина Роберта Мея.
Стала знаменитой в исполнении кантри-певца Джина Отри. Он выпустил её как сингл в том же 1949 году. В рождественскую неделю 1949 года песня была на 1 месте американских чартов.
За первые десять лет после выхода версия Джина Отри продалась в 30 миллионах экземпляров и стала настоящей классикой рождественского сезона в США. Песня занимает пятое место в списке самых исполняемых рождественских хитов XX века, составленном Американским обществом композиторов, авторов и издателей, а в исполнении Отри является вторым по продаваемости рождественским синглом в мире после «White Christmas» Бинга Кросби.
В 1985 году оригинальный сингл Джина Отри с этой песней (вышедший в 1949 году на лейбле Columbia Records) был принят в Зал славы премии «Грэмми».